# هنري ستيوارت (لاعب كرة قدم)
هنري ستيوارت (بالإنجليزية: Henry Holmes Stewart)‏ (8 نوفمبر 1847 باسكتلندا في المملكة المتحدة - 20 مارس 1937) هو لاعب كركيت ولاعب كرة قدم بريطاني (وحمل سابقاً جنسية المملكة المتحدة لبريطانيا العظمى وأيرلندا) في مركز الهجوم. لعب مع Wanderers F.C. ‏.